# Atropa
Atropa L., 1753 è un genere di piante angiosperme dicotiledoni della famiglia Solanaceae.
La specie più nota è Atropa belladonna da cui si ricava l'atropina usata in oculistica.
Le specie appartenenti a questo genere comprendono anche altri composti farmacologicamente attivi come scopolamina e iosciamina.

## Etimologia
Il nome del genere, in considerazione della sua tossicità, fa riferimento a Atropo, la più anziana delle tre Moire che nella mitologia greca rappresenta il destino finale della morte d'ogni individuo poiché a lei era assegnato il compito di recidere il filo che rappresentava la vita del singolo, decretandone il momento della morte.

## Tassonomia
Il genere comprende le seguenti specie:
- Atropa acuminata Royle ex Lindl.
- Atropa baetica Willk.
- Atropa belladonna L.
- Atropa indobelladonna Karthik. & V.S.Kumar
- Atropa komarovii Blin. & Shalyt
- Atropa × martiana Font Quer (A. baetica × A. belladonna)
- Atropa pallidiflora Schönb.-Tem.